# Carmenta welchelorum
Carmenta welchelorum là một loài bướm đêm thuộc họ Sesiidae. Nó được Duckworth và Eichlin miêu tả năm 1977. Nó được tìm thấy ở south-miền trung Texas.